# Sân bay Minami-Daito
Sân bay Minami-Daito (南大東空港 Minamidaitō Kūkō, (IATA: MMD, ICAO: ROMD)) là một sân bay ở Minami Daito, quận Shimajiri, tỉnh Okinawa, Nhật Bản. Sân bay Minami-Daito có một đường băng dài 1500 m bề mặt nhựa đường.
Đây là sân bay hạng 3 Nhật Bản.

## Các hãng hàng không và các tuyến điểm
Hiện có các hãng hàng không sau đang hoạt động tại sân bay này:
- Japan Airlines
  - Japan Transocean Air
    - Ryukyu Air Commuter (Kitadaito, Naha)